# 斯凯贾和帕谢卢波
斯凯贾和帕谢卢波（義大利語：Scheggia e Pascelupo），是意大利翁布里亚大区佩鲁贾省的一个市镇。总面积63.95平方公里，人口1518人，人口密度23.7人/平方公里（2009年）。ISTAT代码为054046。